# Parque forestal A Fracha
El parque forestal A Fracha es un parque forestal localizado en el monte de la Fracha, en el macizo granítico central de la provincia de Pontevedra, al sur de la ciudad española de Pontevedra, en el municipio capitalino pontevedrés.

## Localización
El parque forestal está situado al sur de la ciudad de Pontevedra, en uno de los anillos verdes de la capital. Se localiza en las parroquias pontevedresas de Marcón (110 hectáreas), Tomeza (36,88 hectáreas) y Canicouva (258,4 hectáreas).

## Descripción
El parque forestal A Fracha tiene altitudes comprendidas entre los 200 y los 540 metros y una superficie de 406 hectáreas. El punto más alto es el Alto de A Fracha a 542 metros de altitud.
El parque cuenta con más de 26 kilómetros de senderos peatonales y ciclistas, clasificados según su nivel de dificultad. Tiene cuatro rutas para senderismo y dos sendas para BTT. Las rutas cuentan con un diseño adaptado para personas con movilidad reducida.
El parque dispone de 4 miradores ubicados en puntos estratégicos, pasarelas de madera y merenderos con mesas y bancos (rodeados de castaños, catalpas y abedules). Los miradores son Outeiro Navío a 420 metros de altitud en Marcón, Legua da Chan (en Monte Lourado, en Marcón), Rega Pereira en Tomeza (en el límite de los montes de Tomeza, con vistas a la ciudad de Pontevedra y a las islas de Tambo y Ons o al Monte Castrove) y Couto das Forcadas (en Canicouva). Hay también arroyos estacionales y una presa al lado del mirador de Outeiro Navío que recoge las aguas del río do Pobo.
Entre 2020 y 2021 se plantaron más de quince mil ejemplares de árboles autóctonos como castaños, robles, acebos, alcornoques y tres mil olivos. Entre la flora del parque destacan también los pinos, eucaliptos y el matorral con brezo, tojos y retamas.
En cuanto a la fauna, el parque forestal A Fracha cuenta con al menos 44 especies distintas de animales, entre las que se encuentran nutrias, corzos, comadrejas, jabalíes, salamandras, ranas verdes y aves como mirlos, petirrojos, águilas ratoneras y abubillas.

## Acceso
El modo más directo de acceder al parque desde la ciudad de Pontevedra es a través de la carretera de Marcón y del polígono industrial O Campiño hasta el área de Outeiro Navío en la que se encuentra una gran explanada que sirve de aparcamiento.